# Channel Incident
 (juillet 2025).
Pour plus de détails, voir Fiche technique et Distribution.
Channel Incident est un court métrage britannique réalisé par Anthony Asquith, sorti en 1940.

## Synopsis
Le propriétaire d’un yacht, nommé Wanderer, décide de traverser la Manche pour aider à évacuer les troupes britanniques de Dunkerque. 

## Fiche technique
- Titre : Channel Incident
- Réalisateur et producteur : Anthony Asquith
- Scénario : Dallas Bower
- Production : British Ministry of Information
- Pays d'origine : Royaume-Uni
- Directeur de la photographie : Bernard Knowles
- Format : Noir et blanc
- Genre : Guerre
- Durée : 8 minutes

## Distribution
- Peggy Ashcroft
- Gordon Harker
- Robert Newton
- Kenneth Griffith